# 托马斯·尼科尔斯
托马斯·尼科尔斯（英語：Thomas Nicholls，1931年10月12日—2021年7月31日），英国男子拳击运动员。他曾代表英国参加1952年和1956年夏季奥林匹克运动会拳击比赛，其中1956年奥运会获得一枚银牌。